# No hay mal que por bien no venga
No hay mal que por bien no venga es una comedia original de Juan Ruiz de Alarcón. También se conoce con los nombres de Don Domingo de don Blas y El acomodado don Domingo de don Blas.

## Análisis
Su trama mezcla enredo amoroso con circunstancias históricas. Dos damas, Leonor y Constanza, protagonizan la historia, pero deslucen ante don Domingo, el mayor personaje de la comedia: sensato, independiente, reflexivo, arquetipo del burgués ideal que sabe actuar con heroicidad si el tiempo lo requiere. Además, don Domingo es leal vasallo y súbdito orgulloso del rey Alfonso.
La escritura y el estilo delatan, sin duda, que se trata de una obra de Alarcón. No se conoce a ciencia cierta por qué no se publicó en sus comedias. Tampoco se sabe cuándo vio la luz No hay mal que por bien no venga, aunque se conjetura que fue escrita antes de 1630.